# Schmölln-Putzkau
Schmölln-Putzkau település Németországban, azon belül Szászország tartományban. Lakosainak száma 2969 fő (2023. december 31.). Schmölln-Putzkau Demitz-Thumitz és Doberschau-Gaußig községekkel határos.

## Népesség
A település népességének változása:
| Lakosok száma | 3042 | 2993 | 2965 | 2961 | 2969 |
|               | 2017 | 2019 | 2021 | 2022 | 2023 |